# Ghost Hunters – Szellemek nyomában
A Ghost Hunters (magyar fordításban a Szellemek nyomában alcímmel futott) egy népszerű amerikai valóságshow volt, amelynek Jason Hawes és Grant Wilson voltak a házigazdái. Ők ketten korábban vízvezeték-szerelőként dolgoztak, később vették fel a szellemvadász "állást". Bejárták a világot, szellemek által kísértett házak után kutatva.
Amerikában a Syfy vetítette 2004. október 6.-tól 2016. október 26.-ig. Magyarországon az AXN Sci-Fi adta, később az AXN is műsorra tűzte, később pedig a csatorna AXN Player nevű online videószolgáltatásában is elérhető volt. 2019-ben "feltámasztották" a sorozatot. Grant Wilson visszatér, a szellemek iránt kutató csapat azonban teljesen új lesz.

## Epizódok
A sorozat 12 évadot élt meg 217 epizóddal. 46 perces egy epizód.

## Népszerűség
Nagyon sikeres produkció lett, ennek hatására három spin-off is készült. Népszerűsége ellenére számtalan kritikát kapott, ál-tudományos témája miatt, a szellemvadászatot ugyanis sokan az ál-tudományok körébe sorolják.